# Daniel Z. Romualdez Airport

i8
i11
i13
Der Daniel Z. Romualdez Airport (IATA-Code: TAC, ICAO-Code: RPVA) ist ein philippinischer Flughafen in der Provinz Leyte auf der gleichnamigen Insel in der Region Eastern Visayas. Der Flughafen befindet sich auf einer Landzunge am Ostende der Bucht von Cancabato etwa drei Kilometer östlich des Stadtzentrums von Tacloban City.
Der Flughafen ist von der philippinischen Zivilluftfahrtbehörde (Civil Aviation Authority of the Philippines) als Inlandsflughafen der Kategorie Class 1 Principal Airport eingestuft.
Benannt ist der Flughafen nach Daniel Zialcita Romualdez, einem ehemaligen Sprecher des philippinischen Repräsentantenhauses und Cousin von Imelda Marcos.
Während des Zweiten Weltkriegs diente der Flughafen von Ende 1944 bis 1945 als Stützpunkt für die US-amerikanische Luftwaffe.

## Taifun 2013
Am 8. November 2013 traf der Taifun Haiyan die Philippinen und beschädigte das Flughafengebäude schwer. Bereits am 11. November 2013 wurde der Flughafen teilweise wieder für Flüge geöffnet. Der Flugverkehr war von Sonnenauf- bis Sonnenuntergang beschränkt auf Militärflüge, Rettungs- und Hilfsflüge, sowie Flüge für bevollmächtigte Regierungsvertreter, beschränkte kommerzielle Flüge und Hubschrauberflüge. Es konnten höchstens zwei Maschinen gleichzeitig am Boden abgefertigt werden. Landegenehmigungen wurden nicht erteilt, solange sich zwei Maschinen am Boden befanden. Die maximale erlaubte Standzeit am Boden betrug eine Stunde. Diese Beschränkungen galten zunächst bis zum 30. November 2013. Erste Passagierflüge nach Manila und Cebu wurden ab dem 14. November 2013 wieder aufgenommen.
Aufgrund der durch den Taifun verursachten Schäden schränkte die philippinische Luftfahrtbehörde CAAP im September 2014 die Nutzung des Flughafens auf kleine Turboprop-Maschinen ein. Größere Flugzeuge, wie etwa der Airbus A320, durften erst nach einer kompletten Erneuerung der Asphaltdecke der Start- und Landebahn wieder in Tacloban starten und landen. Diese Freigabe erfolgte nach Abschluss der Reparaturarbeiten am 7. Mai 2015.

## Zwischenfälle
- Am 15. Januar 1945 stürzte eine Douglas DC-3/R4D-5 der United States Navy (US Navy) (Luftfahrzeugkennzeichen Bu 17234) beim Start am Flughafen Tacloban (Philippinen) nach einem Zusammenstoß mit einem Verbindungsflugzeug des Typs Stinson L-5 der USAAF (42-99165) am Ende der Landebahn ab. Alle 21 Insassen, fünf Besatzungsmitglieder und 16 Passagiere, kamen ums Leben.[7]

- Am 13. November 1945 wurde versucht, mit einer Douglas DC-3/C-49A der Australian National Airways, betrieben für die United States Army Air Forces (USAAF) (VH-CDC), trotz eines heftigen Gewitters eine Landung auf dem Flughafen Tacloban zu erzwingen. Nach dem notwendigen Durchstarten verschwand das Flugzeug und stürzte in die Bucht, knapp 4 Kilometer nordöstlich des Flughafens. Mit mehr als eineinhalb Stunden Treibstoffreserve wären auch Ausweichlandungen in Samar, Leyte oder Manila möglich gewesen. Von den 17 Insassen kamen 16 ums Leben, drei Besatzungsmitglieder und 13 Passagiere.[8]

- Am 4. August 1984 überrollte eine BAC 1-11-527FK der Philippine Airlines (RP-C1182) bei der Landung auf dem Flughafen Tacloban das Landebahnende 36 um etwa 30 Meter und fiel ins Meer. Alle 75 Insassen, fünf Besatzungsmitglieder und 70 Passagiere, überlebten den Unfall.[9]